# Paleártico Occidental

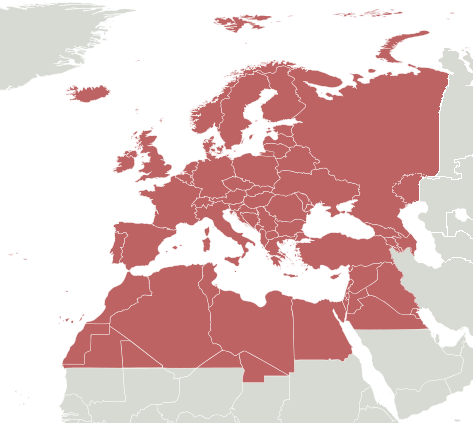
Fronteras en "Birds of the Western Palearctic"

El Paleártico Occidental forma parte de la ecozona Paleártica, una de las ocho ecozonas en que se divide la superficie de la Tierra.  El término se usa más comúnmente en contextos ornitológicos, pero también por algunos entomólogos y científicos que estudian peces. Debido a su tamaño, el Paleártico se divide a menudo por conveniencia en dos partes. La occidental, que incluye Europa, África del Norte, la parte septentrional y central de Arabia, y la parte de Asia templada aproximadamente hasta los Montes Urales y la parte oriental que abarca el resto de Asia templada.
Sus límites exactos difieren dependiendo de la autoridad en cuestión, pero la definición del Handbook of the Birds of Europe, the Middle East, and North Africa: The Birds of the Western Palearctic) (BWP) es ampliamente utilizada, y es seguida por la más popular Western Palearctic checklist, de la Asociación de Comités Europeos de Rarezas (AERC). La ecozona del Paleártico Occidental incluye principalmente ecorregiones climáticas boreales y templadas.
La región palearáctica ha sido reconocida como una región zoogeográfica natural desde que Philip Sclater la propuso en 1858. Los océanos al norte y al oeste y el Sahara al sur son límites naturales obvios con otras ecozonas, pero el límite oriental es más arbitrario, ya que se funde con la parte oriental de la misma ecozona, y las cordilleras utilizadas como marcadores son separadores biogeográficos  menos eficaces.
Las diferencias climáticas presentes en la región paleártica occidental pueden causar diferencias de comportamiento dentro de la misma especie, como por ejemplo en el comportamiento de las abejas de la especie Lasioglossum malachurum.